# Torneio Internacional Masculino de Tênis 2024
Il Torneio Internacional Masculino de Tênis 2024 è stato un torneo maschile di tennis professionistico. È stata la 1ª edizione del torneo, facente parte della categoria Challenger 75 nell'ambito dell'ATP Challenger Tour 2024, con un montepremi di 82 000 $. Si è giocato dal 18 al 24 novembre 2024 sui campi in cemento di San Paolo, in Brasile.

## Partecipanti

### Teste di serie
| Nazionalità | Giocatore                  | Ranking* | Testa di serie |
| ----------- | -------------------------- | -------- | -------------- |
| Stati Uniti | Aleksandar Kovacevic       | 92       | 1              |
| Brasile     | Thiago Monteiro            | 99       | 2              |
| Argentina   | Francisco Comesaña         | 102      | 3              |
| Argentina   | Camilo Ugo Carabelli       | 108      | 4              |
| Argentina   | Thiago Agustín Tirante     | 123      | 5              |
| Argentina   | Federico Agustín Gómez     | 138      | 6              |
| Cile        | Marcelo Tomás Barrios Vera | 151      | 7              |
| Brasile     | Felipe Meligeni Alves      | 166      | 8              |

* Ranking all'11 novembre 2024.

### Altri partecipanti
I seguenti giocatori hanno ricevuto una wild card per il tabellone principale:
- Pedro Boscardin Dias
- Orlando Luz
- João Lucas Reis da Silva

Il seguente giocatore è entrato in tabellone con il ranking protetto:
- Nicolás Kicker

I seguenti giocatori sono entrati in tabellone come alternate:
- Matheus Pucinelli de Almeida
- Pedro Sakamoto
- Matías Soto

I seguenti giocatori sono passati dalle qualificazioni:
- Renzo Olivo
- Gonzalo Villanueva
- Juan Pablo Paz
- Lautaro Midón
- Paulo André Saraiva dos Santos
- Garrett Johns

Il seguente giocatore è entrato in tabellone come lucky loser:
- Luciano Emanuel Ambrogi

## Punti e montepremi
| Torneo    | Torneo              | V     | F     | SF    | QF    | 2T    | 1T  | Q | Q2  | Q1  |
| Singolare | Punti               | 75    | 44    | 22    | 12    | 6     | 0   | 4 | 2   | 0   |
| Singolare | Premi in denaro ($) | 9 880 | 5 820 | 3 450 | 2 000 | 1 165 | 720 | – | 360 | 185 |
| Doppio    | Punti               | 75    | 44    | 22    | 12    | –     | 0   | – | –   | –   |
| Doppio    | Premi in denaro ($) | 4 250 | 2 450 | 1 480 | 880   | –     | 500 | – | –   | –   |

## Campioni

### Singolare
Francisco Comesaña ha sconfitto in finale  Thiago Agustín Tirante con il punteggio di 7–5, 4–6, 6–4.

### Doppio
Federico Agustín Gómez /  Luis David Martínez hanno sconfitto in finale  Christian Harrison /  Evan King con il punteggio di 7–6(4), 7–5.